# Valeriy Chybineyev
Valeriy Víktorovych Chybinéyev (en ucraniano: Вале́рій Ві́кторович Чибінє́єв; 3 de marzo de 1988-3 de marzo de 2022) fue un francotirador ucraniano que se desempeñó como comandante del batallón de francotiradores de la 79.ª Brigada de Asalto Aéreo. Luchó en la guerra del Dombás y recibió la Orden de la Estrella Dorada en 2016 por sus acciones durante una misión de combate en Avdiivka. Murió en la Batalla de Hostómel durante la invasión rusa de Ucrania de 2022.

## Primeros años y educación
Nació el 3 de marzo de 1988 en Berdiansk. Sus padres murieron cuando él era joven y posteriormente se crio en un orfanato. Fue influenciado por el hijo del director del orfanato que era paracaidista militar. Asistió al Liceo Deportivo Militar Regional Zajisnik de Zaporizhzhya antes de graduarse de la Academia Militar de Odesa.

## Carrera profesional
En 2010, se convirtió en teniente y se unió a la 79.ª Brigada de Asalto Aéreo.
En la primavera de 2014, su unidad se desplegó en Lymán, donde se enfrentaron al fuego enemigo que hirió a varios de sus soldados. En otro caso, ayudó a rescatar a tres soldados dentro de un tanque que había golpeado una mina terrestre. Para evitar ser tomado cautivo, en una ocasión afirmó ser parte de las fuerzas respaldadas por Rusia. En enero de 2015, fue uno de los soldados que luchó en la segunda batalla del aeropuerto de Donetsk.
En 2016, se convirtió en el comandante del batallón de francotiradores de la 79.ª Brigada de Asalto Aéreo. En julio de 2016, dirigió equipos de francotiradores durante una misión de combate cerca de Avdiivka. La unidad destruyó con éxito los doce objetivos, incluidas ametralladoras, lanzagranadas y francotiradores.
Resultó herido cuando un fragmento de proyectil se alojó en su hombro. Continuó al frente de la unidad. Por sus acciones, fue honrado con la Orden de la Estrella Dorada (Héroe de Ucrania) por el presidente Petró Poroshenko durante el desfile del Día de la Independencia de Ucrania en la calle Jreschátyk. Posteriormente fue ascendido a mayor.
Mientras luchaba durante la invasión rusa de Ucrania de 2022, murió en acción en el aeropuerto de Hostomel el 3 de marzo de 2022, el día que cumplió 34 años.

## Vida personal
En diciembre de 2016, fue nombrado por el Kyiv Post como uno de los «30 jóvenes líderes menores de 30» en Ucrania. En una entrevista posterior, afirmó que quería establecer una escuela de francotiradores.
Su hermano, Román Chybinéyev, comandante de un pelotón dentro de la 79.ª Brigada, murió en 2019.